# Buckshot LeFonque
Buckshot LeFonque était un projet musical du groupe de Branford Marsalis qui a existé de 1994 à 1997. Après avoir joué avec Sting, Miles Davis et d'autres artistes, il fonda ce groupe afin de créer de nouvelles sonorités en mélangeant le jazz, le rock, la pop, le rhythm and blues et le hip-hop.
Deux albums furent produits, Buckshot LeFonque (1994) (avec notamment plusieurs titres en collaboration avec DJ Premier) et le suivant, Music Evolution (1997) (avec Frank McComb au chant). D'autres collaborateurs à ce projet furent le frère de Branford Marsalis, Delfeayo Marsalis et le rappeur Uptown (de Dope On Plastic fame) connu aussi comme 50 The Unknown Soldier. 
Le nom de Buckshot LeFonque est une référence au saxophoniste de jazz Julian Cannonball Adderley qui utilisa le pseudonyme Buckshot La Funke en 1958 sur un album de Louis Smith (en)
.

## Discographie

### Albums
- 1994: Buckshot LeFonque (Sony Music)
- 1997: Music Evolution (Columbia Records)

### Singles
- 1994: Breakfast @ Denny's
- 1994: Some Cow Fonque (1994)
- 1995: No Pain, No Gain (1995)
- 1997: Another Day
- 1997: Music Evolution

### Bandes Originales
- 1990: Jazz Thing avec Gang Starr from Mo' Better Blues
- 1995: Reality Check dans Clockers
- 1997: Some Cow Fonque (More Tea, Vicar?) dans Men in Black